# リーベルホテル大阪
リーベルホテル大阪（英: LIBER HOTEL OSAKA）は、大阪府大阪市此花区桜島に所在するホテルである。

## 概要
「いままでにないスタイリッシュなホテルステイを提供したい」をテーマに、女性をターゲットにしたユニバーサル・スタジオ・ジャパン8棟目となるオフィシャルホテルであった。
「リーベル（LIBER）」は、訪れた人々が日常から解き放たれ、心躍る瞬間が「LIBERTY＝自由」であってほしいという想いから名付けられた。自由にさまざまな文化や価値観が交流し、トレンドを生み続けるニューヨークのような新進性と、新しい体験や笑顔に出会える場所でありたいとの願いが込められている。
2019年7月18日、ユニバーサル・スタジオ・ジャパンとのコラボレーションルームを発表し、ツアービークル型のベッドで眠れる、映画「ジュラシック・ワールド」のコンセプトルーム「ジュラシック・ワールド・アドベンチャー・ルーム」（2人から4人まで利用可能）、スヌーピーで知られる「ピーナッツ」から「スヌーピー・ハウス・ルーム」（4人から6人まで利用可能）、「ピーナッツ・ジャズ・ルーム」（2人から4人まで利用可能）、「セサミストリート」から「セサミストリート TM・ビッグフェイス・ルーム」（2人から4人まで利用可能）の4部屋がラインナップ。

## 沿革
- 2018年
  - 4月 - 大阪市此花区の桜島駅前にグループ会社が土地を取得したホテル計画について、その運営を株式会社武蔵野が受託し、2019年秋にホテルを開業することを発表。また同年4月1日付で合同会社ユー・エス・ジェイとユニバーサル・スタジオ・ジャパンのオフィシャルホテルとして合意。
- 2019年
  - 4月 - ホテルの名称を「リーベルホテル アット ユニバーサル・スタジオ・ジャパン」、開業日が同年11月13日に決定したと発表。
- 2024年
  - 4月 - ユニバーサル・スタジオ・ジャパンとのオフィシャルホテル契約が満了となり、「リーベルホテル大阪」に名称変更しコラボレーションルーム及びスタジオパスやパークグッズの販売も終了した。

## 施設概要
- 客室：760室
- 1階：エントランス、フロント、ロビー、カフェ、ユニバーサル・スタジオ・ストア
- 3階：レストラン、大浴場、ファンクションルーム

## 周辺施設
- Zepp Osaka Bayside
- ラ・ジェント・ホテル大阪ベイ